# Saint-Vincent-de-Reins
Saint-Vincent-de-Reins ist eine französische Gemeinde mit 627 Einwohnern (Stand: 1. Januar 2022) im  Département Rhône in der Region Auvergne-Rhône-Alpes. Sie gehört zum Arrondissement Villefranche-sur-Saône, zum Kanton Thizy-les-Bourgs (bis 2015: Kanton Amplepuis) und zum Gemeindeverband L’Ouest Rhodanien. Die Einwohner werden Saint-Vincentais genannt.

## Geographie
Saint-Vincent-de-Reins liegt rund 49 Kilometer nordwestlich von Lyon und etwa 27 Kilometer westnordwestlich von Villefranche-sur-Saône. Umgeben wird Saint-Vincent-de-Reins von den Nachbargemeinden Cours im Norden und Nordwesten, Ranchal im Norden und Nordosten, Saint-Bonnet-le-Troncy im Osten, Meaux-la-Montagne im Südosten, Cublize im Süden sowie Thizy-les-Bourgs im Westen.

## Wirtschaft
In Saint-Vincent-de-Reins und den umliegenden Weilern gab es ab 1830 viele anfangs mit Wasserkraft und später mit Dampfmaschinen angetriebene Webereien und Spinnereien:
- Usines Gouttenoire et Cie (heute Deveaux SA), Mechanische Baumwoll-Weberei, im Weiler Gouttenoire bei Saint-Vincent-de-Reins[1][2][3]
- Usine Rollin, Mechanische Weberei, St-Vincent-de-Reins[3]
- Usine Suchel, im Weiler La Tuliere[3][4]
- Usine Deveaux (Filature Hydraulique de P. Lacroix, L. Lacroix & Berger Successeurs), Saint-Vincent-de-Reins[5]
- Usine textile au Lacheron[6]

## Verkehr
Von 1907 bis 1935 war Saint-Vincent-de-Reins der Endbahnhof der Bahnstrecke der Compagnie du chemin de fer d’intérêt local d’Amplepuis à Saint-Vincent-de-Reins.

## Bevölkerungsentwicklung
| Jahr                       | 1962 | 1968 | 1975 | 1982 | 1990 | 1999 | 2006 | 2013 |
| Einwohner                  | 918  | 856  | 776  | 757  | 711  | 650  | 675  | 666  |
| Quellen: Cassini und INSEE |      |      |      |      |      |      |      |      |